# Abenteuer Wildnis
Abenteuer Wildnis war  eine  Naturdokumentationsserie, welche von 1988 bis 2005 im Nachmittagsprogramm der ARD lief. Dort wurden deutsche und ausländische Fernsehproduktionen zu den Themen Tiere und Natur gezeigt.  

## Ausstrahlung
Die Serie lief wöchentlich von 1973 bis 1976 (87 Folgen), 1978 bis 1984 (75 Folgen) im ZDF
und von 1988 bis 1991 wöchentlich im Nachmittagsprogramm der ARD. Von 1997 bis Einstellung der Serie am 30. September 2005 lief sie täglich im Nachmittagsprogramm der ARD. Die Länge der einzelnen Folgen betrug am Anfang 15 Minuten, später 60 Minuten. Von 1991 bis 2005 liefen einzelne Folgen auch im Abendprogramm der ARD, bis sie zugunsten der wöchentlichen Nachfolgeserie Erlebnis Erde und verschiedensten, werktags am Nachmittag, ausgestrahlten Zoodokumentationen wie Elefant, Tiger & Co., Panda, Gorilla & Co. und weitere eingestellt wurde. Die Folgen der Serie laufen zurzeit vereinzelt vormittags oder abends in den dritten Programmen NDR, HR und weitere oder den Digitalkanälen Eins Plus und Eins Festival der ARD.

## Titel einzelner Folgen (Auswahl)
- Riesenhaie vor Helgoland
- Die Ostsee (2 Folgen)
- Dachse auf Rügen
- Wildes China (5 Folgen)
- Orang-Utans